# Tom Gehrels
Tom Gehrels (Haarlemmermeer, Països Baixos, 21 de febrer de 1925) és un astrònom estatunidenc d'origen neerlandès, Professor de Ciències planetàries (Planetary Sciences), i astrònom a la universitat d'Arizona, Tucson.

## Mèrits
Gehrels fou pioner del primer sistema fotomètric d'asteroides durant els anys 50, i de la dependència de polarització de la longitud d'ona d'estrelles i planetes en els anys 60, cada un d'aquest ocasiona una seqüència extensa d'articles al Diari Astronòmic.
Ha descobert, conjuntament amb l'equip de marit i muller de Cornelis Johannes Van Houten i Ingrid Van Houten-groeneveld, al voltant de 4. 000 asteroides, incloent-hi els Asteroides Apol·lo, Asteroide Amor, així com dotzenes d'asteroides Troians. Descobriments fets mitjançant observacions amb el telescopi Schmidt de 48 polzades a L'Observatori Palomar, el qual enviava les plaques per als dos astrònoms holandesos a Leiden Observatory, que les analitzaven cercant asteroides nous. Al trio li són atribuïdes uns quants milers de descobertes. Gehrels també ha descobert un cert nombre de cometes.
Fou l'Investigador Principal en l'experiment Imaging Photopolarimeter en el Pioneer 10 i Pioneer 11 primers sobrevols de Júpiter i Saturn durant els anys 70.
Gehrels iniciava la Sèrie de llibres de text Ciència Espacial, que són d'un nivell molt avançat, sent l'Editor General per als primers 30 volums de la University of Arizona Press, i marcant l'estil d'aquesta participant en l'edició de sis d'ells. També iniciava el programa Spacewatch i era el seu Investigador Principal (Pi) per a l'observació electrònica per obtenir estadístiques d'asteroides i cometes, incloent-hi asteroides pròxims a la Terra. Bob McMillan en fou co-investigador i director, i el 1997 esdevenia Investigador Principal.
Gehrels ensenya un curs universitari als comandants no-científics a Tucson a la Tardor, i instrueix una versió breu d'aquest a la Primavera al Laboratori d'Investigació Físic en Ahmedabad, Índia. Aquest és en un Curs de NU per a estudiants de postgrau des de països com l'Uzbekistan i Corea del Nord, per exemple.
Actualment, la seva investigació versa sobre evolució universal (que s'ordeix com el fil conductor durant aquests cursos). El 2007 se li concedí el Premi Harold Masursky per al seu servei excepcional a ciència planetària.
Durant La II Guerra Mundial un Gehrels adolescent fou membre actiu de la Resistència Holandesa. Després que s'escapés a Anglaterra, hi retornà com a organitzador per a l'Executiu D'operacions Especial (SOE).
La publicació Nature demanà a Gehrels escriure una ressenya en un llibre recordant Wernher Von Braun, en el qual cita interns del Camp de concentració de Dora. Demostrà que von Braun era allà regularment i hi exercia un càrrec important, i per aquest motiu von Braun té una responsabilitat més gran que la que s'extreu de la seva biografia oficial. Cap al final de la ressenya es llegeix: Von Braun no necessita cap defensa phony, perquè era un gran home en la seva pròpia especialització científica... El que es necessita és una perspectiva històrica més sofisticada....

## Carrera
- Serveis aerotransportats especials a Europa i Far East, 1944-1948.
- B.S. astronomia i física, Leiden University 1951.
- Ph.D d'Astronomia i astrofísica, Univ. de Chicago, 1956.
- Ciències planetàries i astronomia, Univ. d'Arizona, 1961 - present.

## Descobriments

### Asteroides
- 1979 sakharov
- 2247 hiroshima
- 4065 meinel
- 11184 postma

### Cometes
- 64p/swift-gehrels (redescobert, Swift l'avistà el 1889)
- 78P/Gehrels 2
- 82P/Gehrels 3
- 90P/Gehrels 1

## Llibres
- Physical Studies of Minor Planets Estudis Físics de Planetes Menors, editat per Tom Gehrels (1971), Nasa Sp-267
- Planets Stars and Nebulae Studied With Photopolarimetry, editat per Tom Gehrels (1974), ISBN 0-8165-0428-8
- Jupiter: Studies of the Interior, Atmosphere, Magnetosphere, and Satellites, editat per Tom Gehrels i Mildred Shapley Matthews (1976), ISBN 0-8165-0530-6
- Protostars & Planets: Studies of Star Formation and of the Origin of the Solar System,editat per Tom Gehrels i Mildred Shapley Matthews (1978), ISBN 0-8165-0674-4
- Asteroids, editat per Tom Gehrels i Mildred Shapley Matthews (1979), ISBN 0-8165-0695-7
- Saturn, editat per Tom Gehrels i Mildred Shapley Matthews (1984), ISBN 0-8165-0829-1
- Asteroids II, editat per Richard P. Binzel, Tom Gehrels i Mildred Shapely Matthews (1989), ISBN 0-8165-1123-3
- Hazards Due to Comets and Asteroids, editat per Tom Gehrels, Mildred Shapley Matthews i A. M. Schumann (1994), ISBN 0-8165-1505-0
- On the Glassy Sea, in Search of a Worldview, Tom Gehrels (2007, primera publicació el 1988), ISBN 1-4196-8247-4
- Survival Through Evolution: From Multiverse to Modern Society, Tom Gehrels (2007), ISBN 1-4196-7055-7